# Аквитания (римская провинция)

Аквита́ния (лат. Gallia Aquitania) — римская провинция с центром в Бурдигале. Название происходит от племени аквитанов — одного из предков современных басков.

## История

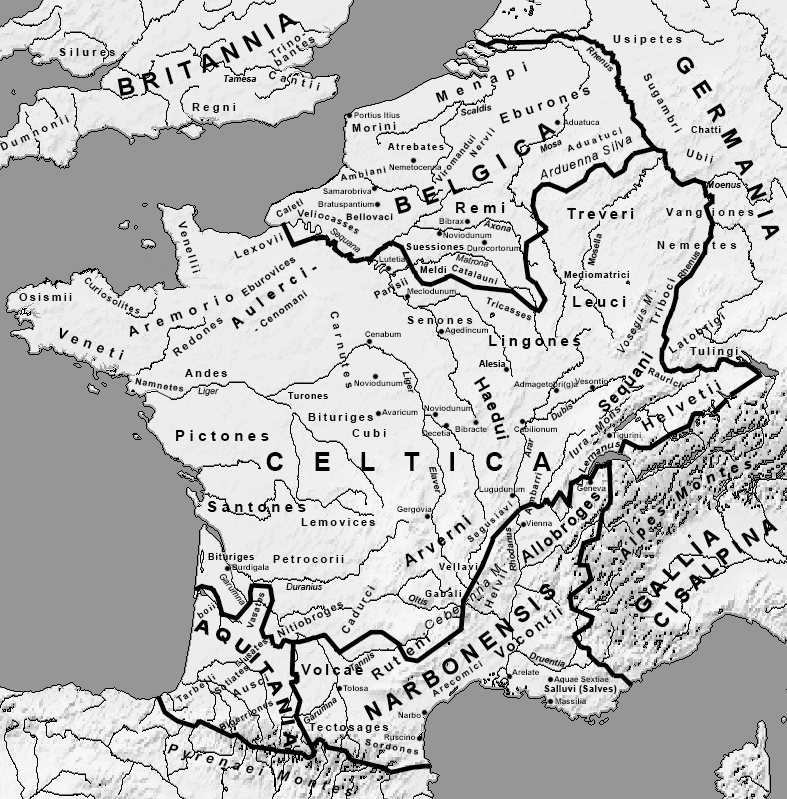
Римская провинция Аквитания около 58 года до н. э.

Контакты Рима с населением Трансальпийской Галлии (лат. Gallia Transalpina) начались после Второй Пунической войны, когда галльские племена выступили в союзе с Ганнибалом. В 105 году до н. э. Толоза была разграблена проконсулом Сервилием Цепионом.
Завоёвана в 56 году до н. э. легатом Цезаря Публием Крассом в ходе Галльской войны. С образованием Римской империи в правление Августа (27 год до н. э. — 14 год н. э.) Аквитания получила статус императорской провинции и включала территорию между рекой Луарой и Пиренеями. Управлялась пропреторами. На территории Аквитании не квартировались легионы. По административной реформе Диоклетиана (284—305) была разделена на 3 провинции, входящие во Вьенский диоцез:
- Aquitania prima (северо-восток);
- Aquitania secunda (северо-запад);
- Aquitania Novempopulana («девяти народов»), или Aquitania tertia — самая южная часть, со значительной долей баскского населения — современная Гасконь.

В ходе распада Римской империи Аквитания была пожалована вестготам императором Гонорием, которые, получив статус федератов, основали в 418 году первое на территории Западной Римской империи варварское королевство, позже трансформировавшееся в Королевство вестготов с центром в Толедо. В 507 году аквитанские территории были завоёваны Хлодвигом и отошли к франкам.

## Пропреторы Аквитании
- 73—75 годы н. э. — Гней Юлий Агрикола